# Валидация гендерной идентичности в транс-цис отношениях
Валидация гендерной идентичности в транс-цис отношениях — это комплексный межличностный феномен, при котором трансгендерный человек получает подтверждение своей гендерной идентичности через взаимодействие с партнёром, идентифицирующим себя как цисгендерный. Несмотря на фокус большинства исследований на романтических отношениях между транс-женщинами и цис-женщинами, валидация гендерной идентичности играет важную роль и в других типах взаимодействий между транс- и цисгендерными людьми — от семейных до профессиональных.  
При этом процесс валидации включает в себя как психодинамические, так и социальные механизмы, такие как проективная идентификация, зеркальная идентичность и концепция множественной идентичности. Эти механизмы способствуют формированию устойчивого чувства признания и подтверждения гендерной идентичности трансгендерного партнёра. 
Транс-цис отношения (англ. cis-trans relationships) представляют собой межличностные связи между трансгендерным и цисгендерным человеком, включающие разнообразные формы социальных, эмоциональных и интимных взаимодействий. В рамках таких отношений может происходить динамическая валидация гендерной идентичности, обусловленная как индивидуальными установками, так и культурными и структурными факторами.

### Исследования пар транс-цис женщин

#### Теоретические подходы

##### Зеркальная идентичность
Концепция зеркальной стадии, предложенная Жаком Лаканом, описывает формирование самосознания через отражение в других. Взрослые продолжают использовать окружающих как «зеркала» для самоутверждения. В отношениях трансгендерной женщины с цисгендерным партнёром это может выражаться в стремлении подтверждать свою женственность через реакции и поведение партнёра.

### Исследования пар транс-цис женщин

#### Теоретические подходы

##### Зеркальная идентичность
Концепция зеркальной стадии, предложенная Жаком Лаканом, описывает формирование самосознания через отражение в других. Взрослые продолжают использовать окружающих как «зеркала» для самоутверждения. В отношениях трансгендерной женщины с цисгендерным партнёром это может выражаться в стремлении подтверждать свою женственность через реакции и поведение партнёра.

##### Проективная идентификация
Проективная идентификация — психоаналитический механизм, при котором индивид бессознательно проецирует аспекты собственной личности на другого человека. В контексте пар транс-цис женщин:
- Трансгендерная женщина может бессознательно приписывать партнёрке черты женственности, которые сама стремится развить или утвердить в себе[1][15].
- Цисгендерный партнёр, принимая эти проекции, может способствовать их отражению и подтверждению[16].
- Современные психоаналитические подходы рассматривают партнёра как «контейнер» для внутренних переживаний, что позволяет формировать и утверждать желаемую идентичность[17].

Наряду с подтверждением гендерной идентичности в межличностном взаимодействии, трансгендерный человек может осмыслять и утверждать свою принадлежность к желаемому гендеру через идентификацию с партнёром. В таких случаях фигура цисгендерной женщины становится не только объектом романтического интереса, но и символом желаемой гендерной принадлежности. Это может выражаться в стремлении к телесному сходству, подражанию поведенческим паттернам, а также в эмоциональном слиянии, где партнёр воспринимается как отражение собственной идентичности.
Исследования показывают, что такие формы идентификации могут играть важную роль в формировании устойчивого чувства принадлежности к желаемому гендеру. Партнёр в этом случае воспринимается не только как участник отношений, но и как символическая фигура, через которую трансгендерный человек осмысляет и подтверждает свою гендерную идентичность.

##### Подход множественной идентичности
Исследования показывают, что гендерная идентичность может быть многокомпонентной. Например, модель Джолиен Ван Брин и коллег, названная подходом множественной идентичности, включает две независимые оси: идентификацию с женщинами и с феминистками. В отношениях партнёр может способствовать интеграции различных аспектов идентичности — культурных, политических и телесных. Также показано, что структура гендерной идентичности может включать независимые и пересекающиеся компоненты.
Исследования показывают, что гендерная идентичность может быть многокомпонентной. Например, модель Джолиен Ван Брин и коллег, названная подходом множественной идентичности, включает две независимые оси: идентификацию с женщинами и с феминистками. В отношениях партнёр может способствовать интеграции различных аспектов идентичности — культурных, политических и телесных. Также показано, что структура гендерной идентичности может включать независимые и пересекающиеся компоненты.

### Эмпирические наблюдения

#### Распознавание гендера партнёром
То, как партнёр (цисгендерная женщина) воспринимает гендерную идентичность трансгендерной женщины, играет ключевую роль в процессе её межличностной валидации. Исследования показывают, что признание гендерной идентичности таким партнёром может быть более значимым, чем социальное признание в целом. При отсутствии прямого саморассказа, административные данные (например, записи из медицинских или государственных реестров) могут использоваться для оценки потребностей трансгендерных людей, включая аспекты межличностного признания гендерной идентичности.

#### Микровалидация
Pulice-Farrow и коллеги выделяют формы микровалидации, включая:
- Использование аффирмативного языка
- Признание гендерных вех (например, начало гормональной терапии, смена документов)
- Поддержка в осмыслении идентичности
- Признание привилегий партнёра

Эти действия способствуют укреплению эмоциональной связи и самооценки трансгендерной женщины.

#### Психосоциальная устойчивость
Психосоциальная поддержка со стороны партнёра, включая эмпатию и эмоциональную доступность, положительно влияет на психическое здоровье трансгендерной женщины. Совместное преодоление внешнего давления, включая трансфобные нарративы, способствует устойчивости пары. Доступ к медицинским и психологическим ресурсам также играет важную роль.

#### Интерсекциональность
Опыт транс-цис отношений не может быть рассмотрен в отрыве от других факторов, таких как раса, класс, этническая принадлежность и социально-экономический статус. Интерсекциональный подход позволяет учитывать пересечение этих факторов с гендерной идентичностью, формируя уникальные сценарии привилегий и дискриминации. Психиатрические подходы к гендерной идентичности всё чаще рассматривают её вне рамок патологии, что критически важно для анализа взаимодействия гендерной идентичности с другими социальными осями, такими как класс и этничность.

### Симметричность феномена
Хотя большинство исследований сосредоточено на отношениях между трансгендерными и цисгендерными женщинами, данное направление исследований остаётся фрагментарным и требует дальнейшего систематического изучения в отношении других пар. Отдельные работы, такие как исследование Goodfriend et al. (2022), описывают аналогичные процессы в отношениях между трансгендерными и цисгендерными мужчинами. В этих исследованиях подчёркивается, что поддержка партнёра играет важную роль в формировании маскулинной идентичности, особенно в контексте трансгендерного перехода и доступа к медицинским ресурсам. Валидация в таких парах может проявляться через признание телесных изменений, утверждение новой социальной роли и ожиданий в мужских сообществах.